# Meshaal Barsham
Meshaal Barsham (ur. 14 lutego 1998 w Chartumie) – katarsko-sudański piłkarz, występujący na pozycji bramkarza w katarskim klubie Al-Sadd SC oraz w reprezentacji Kataru. Uczestnik Złotego Pucharu CONCACAF 2021 i 2023, Mistrzostw Świata 2022 oraz Pucharu Azji 2023.

## Statystyki

### Klubowe
Na podstawie:
| Klub       | Sezonów | Liga               | Liga  | Liga   | Puchar krajowy | Puchar krajowy | Kontynentalne | Kontynentalne | Suma  | Suma   |
| Klub       | Sezonów | Liga               | Mecze | Bramki | Mecze          | Bramki         | Mecze         | Bramki        | Mecze | Bramki |
| ---------- | ------- | ------------------ | ----- | ------ | -------------- | -------------- | ------------- | ------------- | ----- | ------ |
| Al-Sadd SC | 7       | Qatar Stars League | 64    | 0      | 7              | 0              | 21            | 0             | 92    | 0      |
|            | Łącznie | Łącznie            | 64    | 0      | 7              | 0              | 21            | 0             | 92    | 0      |

### Reprezentacyjne
Na podstawie:
| Mecze w reprezentacji na Mistrzostwach Świata 2022 | Mecze w reprezentacji na Mistrzostwach Świata 2022 | Mecze w reprezentacji na Mistrzostwach Świata 2022 | Mecze w reprezentacji na Mistrzostwach Świata 2022 | Mecze w reprezentacji na Mistrzostwach Świata 2022 | Mecze w reprezentacji na Mistrzostwach Świata 2022 | Mecze w reprezentacji na Mistrzostwach Świata 2022 | Mecze w reprezentacji na Mistrzostwach Świata 2022 |
| Lp.                                                | Data                                               | Miasto                                             | Przeciwnik                                         | Wynik                                              | Czas                                               | Gole                                               | Inne                                               |
| -------------------------------------------------- | -------------------------------------------------- | -------------------------------------------------- | -------------------------------------------------- | -------------------------------------------------- | -------------------------------------------------- | -------------------------------------------------- | -------------------------------------------------- |
| 1.                                                 | 25.11.2023                                         | Doha                                               | Senegal                                            | 1:3 (0:1)                                          | 1'–90'                                             |                                                    |                                                    |
| 2.                                                 | 29.11.2023                                         | Al-Chaur                                           | Holandia                                           | 0:2 (0:1)                                          | 1'–90'                                             |                                                    |                                                    |

## Sukcesy
Na podstawie:

### Klubowe
Z Al-Sadd SC:
- Mistrz Kataru 2018/19, 2020/21, 2021/22
- Puchar Kataru 2019/20, 2020/21
- Puchar Ligi Katarskiej: 2021
- Superpuchar Kataru: 2018/19